# Annona hystricoides
Annona hystricoides A.H.Gentry – gatunek rośliny z rodziny flaszowcowatych (Annonaceae Juss.). Występuje endemicznie w Ekwadorze. 

## Morfologia
PokrójZimozielony krzew.
LiścieMają kształt od eliptycznego do odwrotnie owalnego. Mierzą 3–11 cm długości oraz 1,5–6 cm szerokości. Są mniej lub bardziej owłosione od spodu. Nasada liścia jest zaokrąglona. Wierzchołek jest zaokrąglony.
OwoceTworzą owoc zbiorowy. Mają elipsoidalny kształt. Osiągają 6 cm długości oraz 2,5 mm średnicy. Owocnia ma kolczastą powierzchnię.

## Biologia i ekologia
Rośnie w wilgotnych wiecznie zielonych lasach.